# Marie Crucifiée Costantini
Pour les articles homonymes, voir Costantini.
Marie Crucifiée Costantini est une religieuse italienne du XVIIIe siècle, fondatrice des moniales passionistes.

## Biographie
Née le 18 août 1713 dans une famille « en vue », les Costantini, à Corneto, dans l'actuelle province de Viterbe, dans le Latium, Marie Costantini devint bénédictine au monastère de Santa Lucia en 1733. Elle y fit sa profession en 1734 sous le nom de sœur Maria Candida Crocifissa.
Elle rencontra quelques années plus tard (1737) Paul de la Croix, qui devint son directeur spirituel. Elle sentait la nécessité d’une profonde union à Dieu, compte tenu des impulsions et des phénomènes mystiques qu’elle vivait : locutions, visions, extases.
Elle sera la première supérieure du monastère des moniales passionistes, fondé à Corneto le 3 mai 1771. Femme d’expérience, formée durant 37 ans à l’école de Paul de la croix, elle jettera avec assurance les fondations spirituelles de la branche féminine des passionistes (Passioniste).
Elle meurt en 1787. L'Église l'a proclamée vénérable le 17 novembre 1982.